# Коллинз, Эдвин
Эдвин Стефен Коллинз (англ. Edwyn Stephen Collins; 23 августа 1959) — шотландский музыкант из города Эдинбург, является обладателем престижной премии Ivor Novello Awards . В 1976 году Коллинз сформировал музыкальную группу Nu-Sonics, которая позже стала называться Orange Juice. Эдвин Коллинз известен также как актёр, телевизионный продюсер, музыкальный продюсер, иллюстратор.

## Биография
Группа Orange Juice прославилась своим единственным суперхитом «Rip it Up», попавшим на восьмую строчку в Top 40 UK Singles Chart.
В 1985 году коллектив прекратил своё существование после долгих и трудных тяжб с лейблом группы. Эдвин Коллинз покинул коллектив, начал сольную карьеру и сотрудничал с лейблом Creation Records.
В 1994 году Коллинз выпустил сингл «A Girl Like You», который стал популярен благодаря появлению в фильмах «Магазин „Империя“», «Ангелы Чарли: Только вперёд» и Magic Piper of Love. В 1997 году он был включён в саундтрек к кинофильму «Остин Пауэрс: Международный человек-загадка».
Эдвин Коллинз построил собственную звукозаписывающую студию в 1994 году и спродюсировал свой третий сольный альбом, Gorgeous George. На этом музыкант не остановился, он работал в качестве музыкального продюсера с другими артистами, такими как: The Proclaimers, Вик Говард , A House, Space, Роберт Фостер, The Cribs, Литтл Бари.
В 2004 году итальянские музыканты Макс Боттини и Филиппо Клэри из ню-джаз группы Gabin пригласили Эдвина Коллинза на запись главного сингла «Mr. Freedom» для их второго студийного альбома, Mr. Freedom.
В мае 2009 года Эдвин Коллинз выиграл премию Ivor Novello Awards.
2 октября 2009 года жена Коллинза Грейс Максвелл рассказала о том, что Эдвин Коллинз не может выложить свою песню в социальной сети Myspace, из-за проблемы с авторскими правами. Она вместе с Коллинзом пыталась доказать, что права на песню «A Girl Like You» полностью находятся в руках Коллинза, а не в собственности Warner Music Group, как они считают. «Права на песню были раньше у Warner Music Group. Но сейчас все права у Коллинза», — говорит его жена.
Восьмой студийный альбом был выпущен в Великобритании 13 сентября 2010 года, который стал вторым альбомом Коллинза после его продолжительной болезни в 2005 году.
Losing Sleep записывался в West Heath Studios с ноября 2008 года до мая 2010 года, и был спродюсирован фронтменом Orange Juice Себастьяном Лювсли, который работал с такими звёздами как: The Cribs, The Drums, Райан Джарман, Джонни Марр, Алекс Капранос, Ник Маккарти, Ромео Стодарт и Родди Фрэйм.

## Личная жизнь
Коллинз женат на Грейс Максвелл, которая является его менеджером. Пара живёт в Лондоне, у них есть сын Уильям. В 2005 году Коллинз в своём интервью на радио BBC 6 Music передал, что его мучает тошнота и головокружение из-за отравления едой.
Два дня позже он был доставлен в Лондонскую больницу (Royal Free Hospital) на лечение. Он также страдал от внутримозгового кровоизлияния. После этого, 25 февраля 2005 года, ему сделали операцию, за которой последовала нейрохирургическая реабилитация, но проходила с трудом, а также у Коллинза были проблемы с речью. Из-за афазии, от которой он страдал, он мог говорить только «да», «нет», «Грейс Максвелл» и «возможности безграничны».
Седьмой студийный альбом Коллинз выпустил в сентябре 2007 года на лейбле Heavenly Records под названием Home Again. Он был записан ещё до болезни Коллинза, но с некоторыми изменениями после болезни. Коллинз вернулся чтобы петь вживую и дал концерт в Лондонском театре искусств. Инди-поп-группа The Candy Twins посвятила песню в Эдвину Коллинзу в честь его возвращения на сцену после длительной болезни.
В ноябре 2009 года вышел на сцену в танцевальном зале London’s Bloomsbury Ballroom, он был в чёрном пиджаке, говорил с публикой очень медленно, скручивал свою правую руку. Но когда он начал петь, то доказал что он обладает всё тем же самым мощным баритоном.
Шотландская компания документальных фильмов BBC Scotland показала фильм об Эдвине Коллинзе — Edwyn Collins:Home Again, который был показан 19 мая 2008 года.
Он был снят в 2007 году после болезни Коллинза, а также после его первого после болезни выступления на BBC Electric Proms. Коллинз также выступил на фестивале в Гластонбари (Glastonbury Festival) 28 июня 2008 года, на BBC Two и на сцене T in the Park. 20 февраля 2010 года Коллинз выступил с группой The Maccabees на одной сцене в Брикстонской Академии и исполнил знаменитый хит «Rip it Up».
30 сентября 2010 года Коллинз выступил в портовом городке Эксмаунз для радиопрограммы BBC Radio 2 — Radcliffe & Maconie.

## Дискография
| Год  | Название                        | Лейбл            | Примечания                                                              |
| ---- | ------------------------------- | ---------------- | ----------------------------------------------------------------------- |
| 1989 | Hope And Despair                | Demon Records    |                                                                         |
| 1990 | Hellbent on Compromise          | Diablo Records   |                                                                         |
| 1994 | Gorgeous George                 | Setanta Records  | США #8 Великобритания #183                                              |
| 1997 | I'm Not Following You           | Epic Records     | Великобритания #55                                                      |
| 2002 | Doctor Syntax                   | Setanta Records  |                                                                         |
| 2002 | A Casual Introduction 1981/2001 | Setanta Records  | Коллекция песен группы Orange Juice и собственные песни Эдвина Коллинза |
| 2007 | Home Again                      | Heavenly Records | Великобритания #90                                                      |
| 2010 | Losing Sleep                    | Heavenly Records | Великобритания #54                                                      |
| 2013 | Understated                     | AED Records      |                                                                         |